# 三修社
三修社（さんしゅうしゃ）は、ドイツ語を中心とした語学の教科書、辞書、また、実用書を発行する出版社。

## 概要
社名の由来は、中国古典『大学』（儒教の経書、四書）の中の言葉「修身斉家治国平天下」（天下太平という大事を成すにも、まず己の身を修めることから始めなさい）の「おさめる」の意「修・斉・治」の3字をまとめて「三修社」とした。
創立は昭和13年（1938年）、会社としての設立は昭和27年（1952年）8月21日となっている。
出版物の電子化に積極的で、1985年には日本初のCD-ROMメディア『最新科学技術用語辞典』を刊行した。また、当時の社長の前田完治は、1986年から1996年まで日本電子出版協会の会長を務めた。2010年刊行の『アクセス独和辞典　第3版』は同時にApp Storeでも販売。電子辞書などにも積極的にコンテンツを提供している。
外国語学習者向けの辞書・会話書・参考書が多いが、最近は実用法律書や一般書も多数出版している。

## 歴史
- 1931年（昭和6年） - ドイツ語学の泰斗・関口存男主宰によるドイツ語学習雑誌『初級ドイツ語』（のちの『基礎ドイツ語』）創刊
- 1938年（昭和13年） - 橘三雄により三修社創立。
- 1952年（昭和27年） - 関口存男主宰『基礎ドイツ語』（現在休刊）の出版元となる。
- 1960年（昭和35年） - 関口存男の遺作『冠詞〈第1巻〉定冠詞篇』刊行。
- 1961年（昭和36年） - 『冠詞〈第2巻〉不定冠詞篇』刊行。
- 1962年（昭和37年） - 『冠詞〈第3巻〉無冠詞篇』刊行。
- 1965年（昭和40年） - 前田完治、2代目社長に就任。
- 1971年（昭和46年） - ノーベル文学賞（2019年）を受賞したペーター・ハントケの作品を日本ではじめて紹介（羽白幸雄訳『不安　ペナルティキックを受けるゴールキーパーの…』）。
- 1972年（昭和47年） - 『現代独和辞典』刊行
- 1985年（昭和60年） - 日本初のCD-ROMメディア『最新科学技術用語辞典』リリース。
- 1988年（昭和63年） - 前田完治の長男、前田俊秀が入社。主に電子出版事業に携わる[1]。
- 1997年（平成9年） - ノーベル文学賞（2009年）を受賞したヘルタ・ミュラーの作品を日本ではじめて紹介（山本浩司訳『狙われたキツネ』）。
- 2006年（平成18年） - 前田俊秀、3代目社長に就任。ブレイングループに加わる。
- 2010年（平成22年） - 『アクセス独和辞典　第3版』刊行
- 2012年（平成24年） - 『アクセス和独辞典』刊行